# Уравнение Димрота — Рейнхардта
Уравнение Димрота — Рейнхардта — уравнение, описывающее зависимость константы скорости химической реакции от полярности растворителя. Предложено Димротом по результатам исследования влияния растворителей на цветность бетаина.
Выражается в виде
где
- k — константа скорости реакции в исследуемом растворителе,
- ET — параметр растворителя, учитывающий его полярность и поляризуемость,
- a — величина, определяющая влияние полярности и поляризуемости растворителя на константу скорости реакции.

Чем больше величина ET растворителя, тем больше растворитель стабилизирует переходное состояние с наибольшим разделением зарядов. По результатам экспериментальной зависимости lgk от ET строится график и определяются значения lgk0 и a.
Положительное значение величины a говорит о том, что переходное состояние реакции стабилизируется растворителем, и скорость реакции возрастает при переходе к растворителям с большей полярностью и поляризуемостью. Отрицательное значение величины a говорит о том, что переходное состояние реакции менее полярно, чем исходные реагенты.
Уравнение Димрота — Рейнхардта учитывает специфические свойства растворителей и позволяет добиться лучшей корреляции экспериментальных данных в отличие от корреляции по уравнению Лейдлера — Эйринга.

## Величины ETдля некоторых растворителей
| Растворитель      | ET, кДж/моль, 25oC |
| Гексан            | 129,2              |
| Бензол            | 144,2              |
| 1,4-Диоксан       | 150,5              |
| Ацетон            | 176,4              |
| Диметилсульфоксид | 188,1              |
| Ацетонитрил       | 192,3              |
| Этанол            | 216,9              |

## Источник
- Днепровский А. С., Темникова Т. И. «Теоретические основы органической химии». — Л.: «Химия», 1991. — 559 с.
- Пальм В. А. «Основы количественной теории органических реакций». — Л.: «Химия», 1977. — 360 с.